# Moeslim Partij Suriname
De Moeslim Partij Suriname (MPS) of Moeslim Partij (MP), was een politieke partij in Suriname. Het was de eerste volkspartij in de Surinaamse politiek.
De partij werd in circa april/mei 1946 opgericht door Asgar Karamat Ali, de ondervoorzitter was Ming Doelman. Beide waren op dat moment lid van de Staten van Suriname, benoemd door de gouverneur. Het politieke streven was om eerst algemeen kiesrecht te verwerven en dan autonomie voor Suriname. Enkele maanden na de oprichting telde de MPS inmiddels drieduizend leden. Het partijorgaan was Al Haq.
De partij vertegenwoordigde islamieten onder Hindoestanen en Javaanse Surinamers en werd gesteund door de Surinaamse Islamitische Vereniging en de Indonesische Vereniging Suriname.
Rond juli 1947 startte de samenwerking tussen de MPS, de Progressieve Surinaamsche Volkspartij en de Hindostaansch-Javaansche Politieke Partij (HJPP), zowel bestuurlijk  als in de Staten. In januari 1949 ging de MPS samen met de HJPP op in de nieuw-opgerichte Verenigde Hindostaanse Partij (VHP).